# مورهارت
موهاردت (بالألمانية: Murrhardt) هي مدينة وبلدة ألمانية تقع في ألمانيا في مقاطعة ريمس مور. يقدر عدد سكانها بـ 14,264 نسمة .

## المدن التوأمة
مدن فروم ‏، Château-Gontier، Rabka-Zdrój وروتا هي مدن توأمة لـموهاردت.